# Modifiche territoriali e amministrative dei comuni della Puglia
Questa pagina riassume tutte le modifiche territoriali ed amministrative dei comuni pugliesi dall'Unità ad oggi.
| Cod. Belfiore | Comune                      | Prov.       | Anno | Evento                       | Comune                       | Provincia   |
| ------------- | --------------------------- | ----------- | ---- | ---------------------------- | ---------------------------- | ----------- |
| A015          | Accadia                     | FG          | 1861 | Cambia provincia e regione   |                              | AV Campania |
| A015          | Accadia                     | AV Campania | 1927 | Cambia provincia e regione   |                              | FG          |
| A048          | Acquaviva                   | BA          | 1863 | Cambia denominazione in      | Acquaviva delle Fonti        | BA          |
| A055          | Adelfia                     | BA          | 1927 | Costituito con fusione di    | Canneto di Bari e Montrone   | BA          |
| A185          | Villapicciotti              | LE          | 1873 | Cambia denominazione in      | Alezio                       | LE          |
| A285          | Andria                      | BA          | 2004 | Cambia provincia             |                              | BT          |
| A320          | Anzano                      | FG          | 1861 | Cambia provincia e regione   |                              | AV Campania |
| A320          | Anzano degli Irpini         | AV Campania | 1929 | Cambia provincia e regione   |                              | FG          |
| A320          | Anzano degli Irpini         | FG          | 1931 | Cambia denominazione in      | Anzano di Puglia             | FG          |
| A463          | Ascoli                      | FG          | 1862 | Cambia denominazione in      | Ascoli Satriano              | FG          |
| A514          | Avetrana                    | LE          | 1923 | Cambia provincia             |                              | TA          |
| A572          | Bagnolo                     | LE          | 1862 | Cambia denominazione in      | Bagnolo del Salento          | LE          |
| A662          | Bari                        | BA          | 1863 | Cambia denominazione in      | Bari delle Puglie            | BA          |
| A662          | Bari delle Puglie           | BA          | 1931 | Cambia denominazione in      | Bari                         | BA          |
| A669          | Barletta                    | BA          | 2004 | Cambia provincia             |                              | BT          |
| A874          | Binetto                     | BA          | 1927 | Soppresso e incorporato in   | Grumo Appula                 | BA          |
| A874          | Binetto                     | BA          | 1946 | Ricostituito con scorporo da | Grumo Appula                 | BA          |
| A883          | Bisceglie                   | BA          | 2004 | Cambia provincia             |                              | BT          |
| B086          | Botrugno                    | LE          | 1958 | Costituito con scorporo da   | Nociglia                     | LE          |
| B180          | Brindisi                    | LE          | 1927 | Cambia provincia             |                              | BR          |
| B357          | Cagnano                     | FG          | 1862 | Cambia denominazione in      | Cagnano Varano               | FG          |
| B506          | Campi                       | LE          | 1864 | Cambia denominazione in      | Campi Salentina              | LE          |
| B611          | Canneto                     | BA          | 1863 | Cambia denominazione in      | Canneto di Bari              | BA          |
| B611          | Canneto di Bari             | BA          | 1927 | Soppresso per costituire     | Adelfia                      | BA          |
| B619          | Canosa                      | BA          | 1863 | Cambia denominazione in      | Canosa di Puglia             | BA          |
| B619          | Canosa di Puglia            | BA          | 2004 | Cambia provincia             |                              | BT          |
| B724          | Carapelle                   | FG          | 1957 | Costituito con scorporo da   | Orta Nova                    | FG          |
| B737          | Carbonara                   | BA          | 1863 | Cambia denominazione in      | Carbonara di Bari            | BA          |
| B737          | Carbonara di Bari           | BA          | 1928 | Soppresso e incorporato in   | Bari delle Puglie            | BA          |
| B808          | Carosino                    | LE          | 1923 | Cambia provincia             |                              | TA          |
| B809          | Carovigno                   | LE          | 1927 | Cambia provincia             |                              | BR          |
| B822          | Carpignano                  | LE          | 1863 | Cambia denominazione in      | Carpignano Salentino         | LE          |
| B904          | Casalnuovo                  | FG          | 1862 | Cambia denominazione in      | Casalnuovo Monterotaro       | FG          |
| B915          | Casaltrinità                | FG          | 1863 | Cambia denominazione in      | Trinitapoli                  | FG          |
| B915          | Trinitapoli                 | FG          | 2004 | Cambia provincia             |                              | BT          |
| B917          | Casalvecchio                | FG          | 1862 | Cambia denominazione in      | Casalvecchio di Puglia       | FG          |
| B998          | Cassano                     | BA          | 1863 | Cambia denominazione in      | Cassano delle Murge          | BA          |
| C106          | Castelfranco                | FG          | 1861 | Cambia provincia e regione   |                              | BN Campania |
| C134          | Castellana                  | BA          | 1950 | Cambia denominazione in      | Castellana Grotte            | BA          |
| C136          | Castellaneta                | LE          | 1923 | Cambia provincia             |                              | TA          |
| C222          | Castelnuovo                 | FG          | 1864 | Cambia denominazione in      | Castelnuovo della Daunia     | FG          |
| C334          | Castrifrancone              | LE          | 1891 | Cambia denominazione in      | Castri di Lecce              | LE          |
| C423          | Ceglie                      | BA          | 1863 | Cambia denominazione in      | Ceglie del Campo             | BA          |
| C423          | Ceglie del Campo            | BA          | 1928 | Soppresso e incorporato in   | Bari delle Puglie            | BA          |
| C424          | Ceglie                      | LE          | 1864 | Cambia denominazione in      | Ceglie Messapico             | LE          |
| C424          | Ceglie Messapico            | LE          | 1927 | Cambia provincia             |                              | BR          |
| C424          | Ceglie Messapico            | BR          | 1988 | Cambia denominazione in      | Ceglie Messapica             | BR          |
| C429          | Celenza                     | FG          | 1862 | Cambia denominazione in      | Celenza Valfortore           | FG          |
| C442          | Celle                       | FG          | 1862 | Cambia denominazione in      | Celle di San Vito            | FG          |
| C448          | Cellino                     | LE          | 1862 | Cambia denominazione in      | Cellino San Marco            | LE          |
| C448          | Cellino San Marco           | LE          | 1927 | Cambia provincia             |                              | BR          |
| C741          | Cisternino                  | BA          | 1927 | Cambia provincia             |                              | BR          |
| C865          | Collepasso                  | LE          | 1907 | Costituito con scorporo da   | Cutrofiano                   | LE          |
| D006          | Corigliano                  | LE          | 1862 | Cambia denominazione in      | Corigliano d'Otranto         | LE          |
| D171          | Crispiano                   | LE          | 1920 | Costituito con scorporo da   | Taranto                      | LE          |
| D171          | Crispiano                   | LE          | 1923 | Cambia provincia             |                              | TA          |
| D422          | Erchie                      | LE          | 1927 | Cambia provincia             |                              | BR          |
| D463          | Faggiano                    | LE          | 1923 | Cambia provincia             |                              | TA          |
| D508          | Fasano                      | BA          | 1927 | Cambia provincia             |                              | BR          |
| D754          | Fragagnano                  | LE          | 1923 | Cambia provincia             |                              | TA          |
| D761          | Francavilla                 | LE          | 1864 | Cambia denominazione in      | Francavilla Fontana          | LE          |
| D761          | Francavilla Fontana         | LE          | 1927 | Cambia provincia             |                              | BR          |
| D851          | Gagliano                    | LE          | 1862 | Cambia denominazione in      | Gagliano del Capo            | LE          |
| E034          | Ginestra de' Schiavoni      | FG          | 1861 | Cambia provincia e regione   |                              | BN Campania |
| E036          | Ginosa                      | LE          | 1923 | Cambia provincia             |                              | TA          |
| E038          | Gioia                       | BA          | 1863 | Cambia denominazione in      | Gioia del Colle              | BA          |
| E155          | Gravina                     | BA          | 1863 | Cambia denominazione in      | Gravina in Puglia            | BA          |
| E161          | Greci                       | FG          | 1861 | Cambia provincia e regione   |                              | AV Campania |
| E205          | Grottaglie                  | LE          | 1923 | Cambia provincia             |                              | TA          |
| E223          | Grumo                       | BA          | 1863 | Cambia denominazione in      | Grumo Appula                 | BA          |
| E227          | Guagnano                    | LE          | 1927 | Cambia provincia             |                              | BR          |
| E227          | Guagnano                    | BR          | 1927 | Cambia provincia             |                              | LE          |
| E363          | Isole Tremiti               | FG          | 1932 | Costituito                   |                              | FG          |
| E469          | Laterza                     | LE          | 1923 | Cambia provincia             |                              | TA          |
| E471          | Latiano                     | LE          | 1927 | Cambia provincia             |                              | BR          |
| E537          | Leporano                    | LE          | 1923 | Cambia provincia             |                              | TA          |
| E630          | Lizzano                     | LE          | 1923 | Cambia provincia             |                              | TA          |
| E697          | Loseto                      | BA          | 1937 | Soppresso e incorporato in   | Bari                         | BA          |
| E882          | Manduria                    | LE          | 1923 | Cambia provincia             |                              | TA          |
| E946          | Saline di Barletta          | FG          | 1879 | Cambia denominazione in      | Margherita di Savoia         | FG          |
| E946          | Margherita di Savoia        | FG          | 2004 | Cambia provincia             |                              | BT          |
| E986          | Martina                     | LE          | 1864 | Cambia denominazione in      | Martina Franca               | LE          |
| E986          | Martina Franca              | LE          | 1923 | Cambia provincia             |                              | TA          |
| E995          | Maruggio                    | LE          | 1923 | Cambia provincia             |                              | TA          |
| F027          | Massafra                    | LE          | 1923 | Cambia provincia             |                              | TA          |
| F059          | Mattinata                   | FG          | 1955 | Costituito con scorporo da   | Monte Sant'Angelo            | FG          |
| F109          | Melissano                   | LE          | 1921 | Costituito con scorporo da   | Casarano                     | LE          |
| F152          | Mesagne                     | LE          | 1927 | Cambia provincia             |                              | BR          |
| F220          | Minervino                   | BA          | 1863 | Cambia denominazione in      | Minervino Murge              | BA          |
| F220          | Minervino Murge             | BA          | 2004 | Cambia provincia             |                              | BT          |
| F221          | Minervino                   | LE          | 1864 | Cambia denominazione in      | Minervino di Lecce           | LE          |
| F494          | Montefalcone                | FG          | 1861 | Cambia provincia e regione   |                              | BN Campania |
| F531          | Monteiasi                   | LE          | 1923 | Cambia provincia             |                              | TA          |
| F538          | Monteleone                  | FG          | 1861 | Cambia provincia e regione   |                              | AV Campania |
| F538          | Monteleone di Puglia        | AV Campania | 1929 | Cambia provincia e regione   |                              | FG          |
| F563          | Montemesola                 | LE          | 1923 | Cambia provincia             |                              | TA          |
| F587          | Monteparano                 | LE          | 1923 | Cambia provincia             |                              | TA          |
| F604          | Monteroni                   | LE          | 1864 | Cambia denominazione in      | Monteroni di Lecce           | LE          |
| F623          | Montesano                   | LE          | 1864 | Cambia denominazione in      | Montesano Salentino          | LE          |
| F623          | Montesano Salentino         | LE          | 1928 | Soppresso e incorporato in   | Miggiano                     | LE          |
| F623          | Montesano Salentino         | LE          | 1947 | Ricostituito con scorporo da | Miggiano                     | LE          |
| F700          | Montrone                    | BA          | 1927 | Soppresso per costituire     | Adelfia                      | BA          |
| F716          | Morciano                    | LE          | 1865 | Cambia denominazione in      | Morciano di Leuca            | LE          |
| F784          | Mottola                     | LE          | 1923 | Cambia provincia             |                              | TA          |
| F816          | Muro                        | LE          | 1862 | Cambia denominazione in      | Muro Leccese                 | LE          |
| F923          | Noja                        | BA          | 1863 | Cambia denominazione in      | Noicattaro                   | BA          |
| G098          | Oria                        | LE          | 1927 | Cambia provincia             |                              | BR          |
| G125          | Orsara                      | FG          | 1861 | Cambia provincia e regione   |                              | AV Campania |
| G125          | Orsara di Puglia            | AV Campania | 1927 | Cambia provincia e regione   |                              | FG          |
| G131          | Orta                        | FG          | 1862 | Cambia denominazione in      | Orta Nova                    | FG          |
| G187          | Ostuni                      | LE          | 1927 | Cambia provincia             |                              | BR          |
| G251          | Palagianello                | LE          | 1907 | Costituito con scorporo da   | Palagiano                    | LE          |
| G251          | Palagianello                | LE          | 1923 | Cambia provincia             |                              | TA          |
| G252          | Palagiano                   | LE          | 1923 | Cambia provincia             |                              | TA          |
| G291          | Palo                        | BA          | 1863 | Cambia denominazione in      | Palo del Colle               | BA          |
| G604          | Pietra                      | FG          | 1862 | Cambia denominazione in      | Pietramontecorvino           | FG          |
| G769          | Poggiorsini                 | BA          | 1957 | Costituito con scorporo da   | Gravina in Puglia            | BA          |
| G787          | Polignano                   | BA          | 1863 | Cambia denominazione in      | Polignano a Mare             | BA          |
| H090          | Pulsano                     | LE          | 1923 | Cambia provincia             |                              | TA          |
| H287          | Rignano                     | FG          | 1862 | Cambia denominazione in      | Rignano Garganico            | FG          |
| H409          | Roccaforzata                | LE          | 1923 | Cambia provincia             |                              | TA          |
| H467          | Rocchetta Sant'Antonio      | AV Campania | 1939 | Cambia provincia e regione   |                              | FG          |
| H480          | Rodi                        | FG          | 1863 | Cambia denominazione in      | Rodi Garganico               | FG          |
| H568          | Roseto                      | FG          | 1862 | Cambia denominazione in      | Roseto Valfortore            | FG          |
| H645          | Ruvo                        | BA          | 1863 | Cambia denominazione in      | Ruvo di Puglia               | BA          |
| H708          | Salice                      | LE          | 1864 | Cambia denominazione in      | Salice Salentino             | LE          |
| H708          | Salice Salentino            | LE          | 1927 | Cambia provincia             |                              | BR          |
| H708          | Salice Salentino            | BR          | 1927 | Cambia provincia             |                              | LE          |
| H749          | San Michele                 | BA          | 1863 | Cambia denominazione in      | Sammichele di Bari           | BA          |
| H764          | San Bartolomeo in Galdo     | FG          | 1861 | Cambia provincia e regione   |                              | BN Campania |
| H793          | San Cesario                 | LE          | 1863 | Cambia denominazione in      | San Cesario di Lecce         | LE          |
| H822          | San Donaci                  | LE          | 1927 | Cambia provincia             |                              | BR          |
| H826          | San Donato                  | LE          | 1863 | Cambia denominazione in      | San Donato di Lecce          | LE          |
| H839          | San Ferdinando              | FG          | 1863 | Cambia denominazione in      | San Ferdinando di Puglia     | FG          |
| H839          | San Ferdinando di Puglia    | FG          | 2004 | Cambia provincia             |                              | BT          |
| H882          | San Giorgio                 | LE          | 1862 | Cambia denominazione in      | San Giorgio sotto Taranto    | LE          |
| H882          | San Giorgio Sotto Taranto   | LE          | 1923 | Cambia provincia             |                              | TA          |
| H882          | San Giorgio Sotto Taranto   | TA          | 1926 | Cambia denominazione in      | San Giorgio Ionico           | TA          |
| I018          | San Marzano                 | LE          | 1864 | Cambia denominazione in      | San Marzano di San Giuseppe  | LE          |
| I018          | San Marzano di San Giuseppe | LE          | 1923 | Cambia provincia             |                              | TA          |
| I045          | San Michele Salentino       | BR          | 1928 | Costituito con scorporo da   | San Vito Dei Normanni        | BR          |
| I053          | San Nicandro                | BA          | 1863 | Cambia denominazione in      | Sannicandro di Bari          | BA          |
| I054          | San Nicandro                | FG          | 1862 | Cambia denominazione in      | Sannicandro Garganico        | FG          |
| I054          | Sannicandro Garganico       | FG          | 1999 | Cambia denominazione in      | San Nicandro Garganico       | FG          |
| I059          | Sannicola                   | LE          | 1908 | Costituito con scorporo da   | Gallipoli                    | LE          |
| I066          | San Pancrazio               | LE          | 1862 | Cambia denominazione in      | San Pancrazio Salentino      | LE          |
| I066          | San Pancrazio Salentino     | LE          | 1927 | Cambia provincia             |                              | BR          |
| I072          | San Paolo                   | FG          | 1862 | Cambia denominazione in      | San Paolo di Civitate        | FG          |
| I119          | San Pietro Vernotico        | LE          | 1927 | Cambia provincia             |                              | BR          |
| I172          | Santa Cesarea               | LE          | 1913 | Costituito con scorporo da   | Minervino di Lecce e Ortelle | LE          |
| I172          | Santa Cesarea               | LE          | 1929 | Cambia denominazione in      | Santa Cesarea Terme          | LE          |
| I193          | Sant'Agata                  | FG          | 1862 | Cambia denominazione in      | Sant'Agata di Puglia         | FG          |
| I330          | Santeramo                   | BA          | 1863 | Cambia denominazione in      | Santeramo in Colle           | BA          |
| I396          | San Vito                    | LE          | 1864 | Cambia denominazione in      | San Vito dei Normanni        | LE          |
| I396          | San Vito dei Normanni       | LE          | 1927 | Cambia provincia             |                              | BR          |
| I467          | Sava                        | LE          | 1923 | Cambia provincia             |                              | TA          |
| I471          | Savignano                   | FG          | 1861 | Cambia provincia e regione   |                              | AV Campania |
| I559          | Seclì                       | LE          | 1928 | Soppresso e incorporato in   | Aradeo                       | LE          |
| I559          | Seclì                       | LE          | 1947 | Ricostituito con scorporo da | Aradeo                       | LE          |
| I780          | Sogliano                    | LE          | 1862 | Cambia denominazione in      | Sogliano Cavour              | LE          |
| I887          | Specchia de' Preti          | LE          | 1873 | Cambia denominazione in      | Specchia                     | LE          |
| I907          | Spinazzola                  | BA          | 2004 | Cambia provincia             |                              | BT          |
| I962          | Stornara                    | FG          | 1905 | Costituito con scorporo da   | Stornarella                  | FG          |
| L049          | Taranto                     | LE          | 1923 | Cambia provincia             |                              | TA          |
| L213          | Torchiarolo                 | LE          | 1927 | Cambia provincia             |                              | BR          |
| L280          | Torre Santa Susanna         | LE          | 1927 | Cambia provincia             |                              | BR          |
| L294          | Torricella                  | TA          | 1954 | Costituito con scorporo da   | Lizzano                      | TA          |
| L328          | Trani                       | BA          | 2004 | Cambia provincia             |                              | BT          |
| L711          | Veglie                      | LE          | 1927 | Cambia provincia             |                              | BR          |
| L711          | Veglie                      | BR          | 1927 | Cambia provincia             |                              | LE          |
| L842          | Vico                        | FG          | 1862 | Cambia denominazione in      | Vico del Gargano             | FG          |
| L920          | Villa Castelli              | LE          | 1926 | Costituito con scorporo da   | Francavilla Fontana          | LE          |
| L920          | Villa Castelli              | LE          | 1927 | Cambia provincia             |                              | BR          |
| M131          | Volturara                   | FG          | 1862 | Cambia denominazione in      | Volturara Appula             | FG          |
| M261          | Castro                      | LE          | 1975 | Costituito con scorporo da   | Diso                         | LE          |
| M263          | Porto Cesareo               | LE          | 1975 | Costituito con scorporo da   | Nardò                        | LE          |
| M264          | San Cassiano                | LE          | 1975 | Costituito con scorporo da   | Nociglia                     | LE          |
| M266          | Ordona                      | FG          | 1975 | Costituito con scorporo da   | Orta Nova                    | FG          |
| M267          | Zapponeta                   | FG          | 1975 | Costituito con scorporo da   | Manfredonia                  | FG          |
| M298          | Statte                      | TA          | 1993 | Costituito con scorporo da   | Taranto                      | TA          |